# Attitude (映画)
『attitude』（アティテュード）は、2008年公開の日本映画。

## 概要
アナーキー、スターリン、ARB、X、BY-SEXUAL、アンジー、ニューロティカ、かまいたち、GDフリッカーズ等、日本ロック界の重要アーティストが多数実名にて出演した。監督はヴィジュアル系バンドCOLORのヴォーカルDYNAMITE TOMMY。音楽監督は元Xの沢田泰司（TAIJI）、音楽プロデューサーをGastunkのTATSUが務める。劇中音楽ではHIDEの「ever free」がカバーされている。
撮影中に監督のDYNAMITE TOMMYが3億2000万円の詐欺容疑で逮捕されるという事件が起きている（後日嫌疑なしとして不起訴処分になる）。

## ストーリー
日々の生活に行き詰まったかつてのロックスター達が、生活のために選んだ手段は「映画制作」。出演・脚本・監督・プロデュース・編集・制作……全てミュージシャンによる、ロック版・新撰組をつくることになる。映画を作った結果、彼らが見出した「ロック」とは?
ロックミュージシャン役には、本人たちが出演している。本作品のスタッフもミュージシャンであり、フィクションとノン・フィクションが入り乱れた展開となる。

## キャスト
- JOE（G.D.FLICKERS - Vo）
- 井上篤（ニューロティカ - VO）
- 仲野茂（ANARCHY - Vo）
- CRAZY DANGER NANCY KENchan（かまいたち - Dr）
- RYÖ（元BY-SEXUAL、test-No. - Gu）
- GEORGE（LADIES ROOM - Ba）
- 遠藤ミチロウ（THE STALIN - Vo）
- 逸見泰成（ANARCHY - Gu）
- PATA（X JAPAN - Gu）
- TAIJI（元X - Ba）
- 大矢侑史（SHADY DOLLS）
- KEITH（ARB - Dr）
- DEN（元BY-SEXUAL、test-No. - Ba）
- 岡本雅彦（ANGIE - Ba）
- 宇梶剛士
- なべやかん
- 大仁田厚
- 春一番
- 屍忌蛇（アニメタル）
- 石坂マサヨ（ロリータ18号）
- KATARU（ニューロティカ）
- DYNAMITE TOMMY（COLOR）
- 竹入隆之（CHARISMA）
- ITOTAN（JOLLY PICKLES）
- 宝来みゆき
- 本城さゆり
- 和木ちえり
- EVAKAN（JOLLY PICKLES）
- SHINTANI（RAPES - Vo）
- KATSUTA（鉄アレイ- Ba）
- ちんこ先生（元かっちん、ワクチン5）
- 林田正樹（横道坊主）
- 樫山圭（Moon Child）
- シズヲ（ニューロティカ）
- NABO（ニューロティカ）
- HARA（G.D.FLICKERS）
- HAKUEI（G.D.FLICKERS）
- DEBU（G.D.FLICKERS）
- AKI（THE DEAD P☆P STARS）
- TAIJI（THE DEAD POP STARS）
- キャット（NICKEY&THE WARRIORS）
- GO（SPEED SLAVES）
- 満
- 椿 真一（8-eit）
- 井田 知孝（8-eit）

## スタッフ
- 監督・シナリオ：DYNAMITE TOMMY（COLOR）
- プロデューサー：藤原靖弘 / THOGO / 飯嶋秀之
- 助監督：二股満 / 吉良山健一 / 金本雅宏
- 音楽：TAIJI(元X)
- カメラ：大峰耕太 / SONE / 藤田秀紀 / 船本賢悟
- 音声：小林武士 / 古茂田耕吉 / 斉藤冬彦